# Felimare gasconi
Doris de Gascon
Espèce
Synonymes
- Hypselodoris gasconi Ortea, 1996[1]

Felimare gasconi, communément appelé le Doris de Gascon, est une espèce de nudibranches de la famille des Chromodorididae qui se rencontre en Mer Méditerranée.

## Systématique
L'espèce Felimare gasconi a été initialement décrite en 1996 par Jesús Ángel Ortea (d) sous le protonyme d’Hypselodoris gasconi dans une publication rédigée conjointement avec Ángel Valdés (d) et José Carlos García-Gómez (d).

## Description
Cette espèce, d'une taille d'environ 15 mm, est bleu foncé avec une bordure orange, caractéristique, entourant son manteau qui comporte une large ligne blanche médiane et deux autres plus fines. Sa queue dépasse largement à l'arrière du manteau.

## Espèces similaires
- Doris de Villefranche, Felimare villafranca (Risso, 1818)
- Doris céleste, Felimare orsinii (Vérany, 1846)
- Doris tricolore, Felimare tricolor (Cantraine, 1835)
- Doris de Fontandrau, Felimare fontandraui (Pruvot-Fol, 1951)
- Doris cantabrique, Felimare cantabrica (Bouchet et Ortea, 1980)

## Publication originale
- (es) Jesús Á. Ortea, Ángel Valdés et José C. García-Gómez, « Revisión de las especies atlánticas de la familia Chromodorididae (Mollusca: Nudibranchia) del grupo cromático azul », Avicennia, vol. suplemento 1,‎ 1996, p. 1-165 (ISSN 1134-1785).